# 自由時代周刊

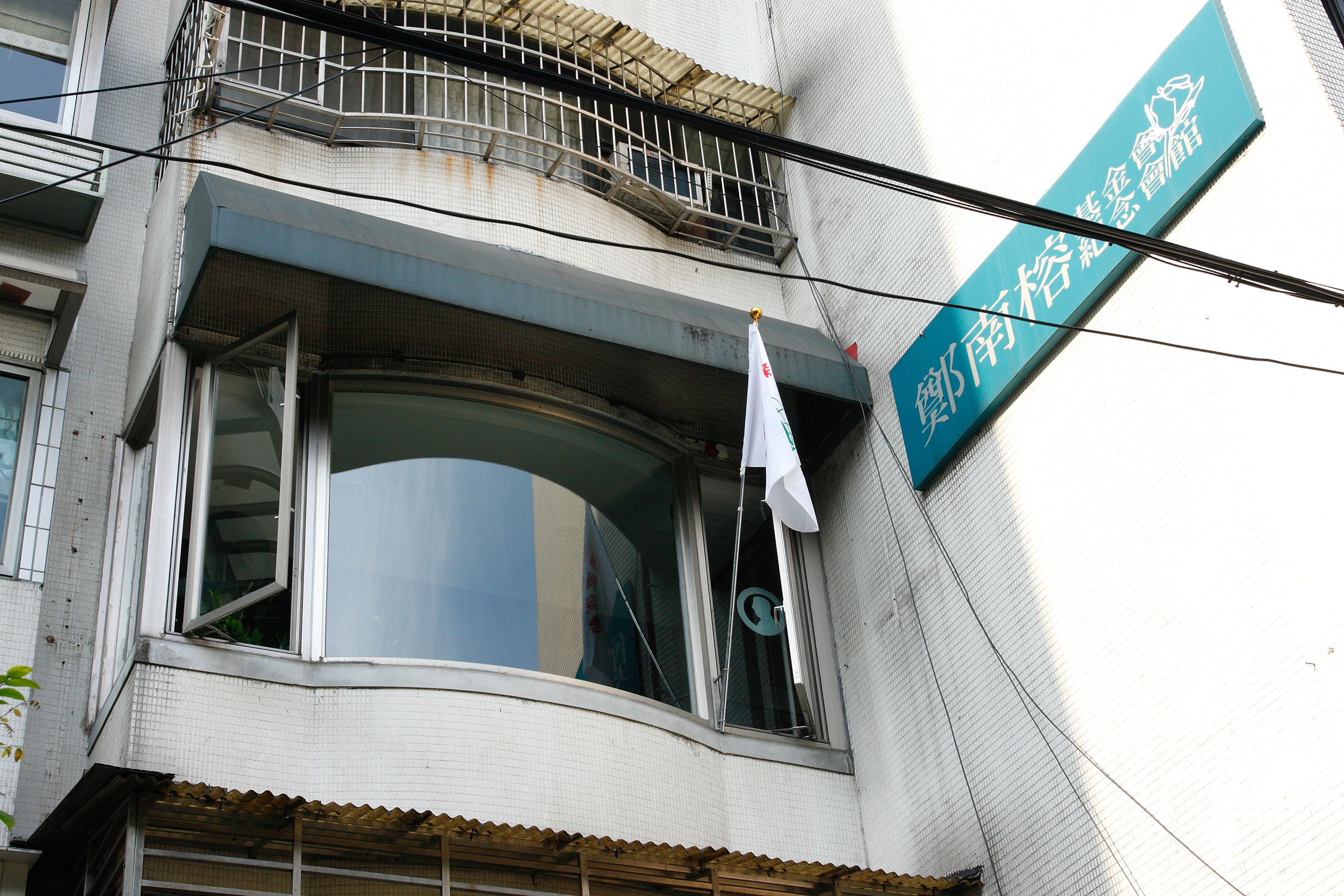
今日的鄭南榕紀念館位於時代雜誌社原址

《自由時代》週刊是一本由1984年3月12日至1989年11月11日由鄭南榕出版的「爭取百分之百言論自由」雜誌，試圖倡議民主和自由的文化風氣能夠在臺灣獲得發展，並邀請李敖擔任雜誌總監、陳水扁擔任社長與林世煜擔任發行人。
《自由時代》週刊第一期由1984年3月12日發行，每週一期，以紅框封面為主，除了繼續徵詢其他人提供資料外，還逐步建立印刷、裝運和行銷等網絡。後來因為愈做愈好，加上其他雜誌搶在《自由時代》發刊前一日出刊，鄭南榕改為三日刊（1985年7月17日至1985年8月28日），以綠框封面為主，後來因查禁嚴重，印出來的書遭查禁就會血本無歸，因此售價曾漲至66元一本。
雜誌社繼續運作至鄭南榕去世後，於1989年11月11日出刊最後一期《自由時代》，前後五年八個月共計302期，也創下臺灣出版史上被查禁和停刊次數最多的紀錄。雜誌社位於臺北市民權東路三段106巷3弄11號3樓，現址成為鄭南榕基金會，內有鄭南榕紀念館開放民眾參觀。